# Сон української ночі
«Сон української ночі» — драматичний твір Василя Пачовського, у якому автор утверджував ідеал державної самостійності і соборності України в її етнографічних межах — «Від Кавказу по Сян…».

## Історія написання
«Сон української ночі» став відгуком на студентські виступи у Львівському університеті, що пов'язані проголошенням ідеї «Самостійної України» (1900) і протестною акцією 1901 року, відомою як «сецесія». Майже 600 українських студентів покинули Львівський університет і перешли на навчання до Віденського, Краківського і Празького університетів. Це була реакція молоді на рішення керівництва Львівського університету відрахувати п'ятьох найактивніших студентів, в тому числі Василя Пачовського, за участь у несанкціонованому студентському віче, проведеному 19 листопада 1901 року..
Василь Пачовський перейшов на навчання до Віденського університету, де перевівся з медичного факультету на філософський. Його захопила історія українського народу і він дійшов до думки, що йому «не бути лікарем тіла, а краще бути лікарем духа земляків», яких «слід запалювати до великого зриву».
Безпосереднім поштовхом до написання «Сну української ночі» стали газетні повідомлення влітку 1902 року про селянські страйки на Полтавщині, які придушив силою князь Оболенський. Значний вплив на задум і художні образи майбутнього твору мали враження від циклу опер Ріхарда Вагнера «Перстень Нібелунга», що демонструвалися в той час у Віденській опері.
«Вернувши в Галичину, я написав «Сон української ночі» в 1902-3 рр. Наді мною грала музика Вагнера… Я підсвідомо відчув інтуїцією  подув нового вітру, який заклекотить війною за десять років».

## Персонажі та образи
Твір побудований на фольклорно-фантастичній основі. У ньому діють відомі історичні постаті — Богдан Хмельницький, Іван Мазепа, Петро Калнишевський, Максим Залізняк, Тарас Шевченко, Микола Гоголь, символічні образи чи створені фантазією народу — Марко Проклятий (своєрідний варіант «вічного жида»), Сміхунчик, Чорний Див, Демон, а також персоніфіковані — Дух Богдана, Крик Богуна, Чорний меч Демона тощо.
Україна виступає у «Сні української ночі» як «Вона» — мати осліпленого народу-велетня, якому треба «вмити очі» і показати шлях до визволення.
«Сон української ночі» автор присвятив з іронією московському цареві Миколі ІІ, «імператорові всеї Росії». Москва «осліпила» український народ, знищила йому національну свідомість і за допомогою терору панує над українськими землями.

## Сюжет твору
У глибокому підземеллі студенти кують «огнистий меч» та «золотий вінець», тобто державницький ідеал народу, а Дух колишніх народних провідників наче встає з могили, піднімаючи до визвольного змагання нові покоління.
Якщо хтось із студентів-ковалів зневіриться у своїй справі, втомиться або піддасться хвилинним сумнівам, то викуваний тендітний листочок зоряного вінка розлітається на окремі атоми. Величну працю, що вимагає посвяти і пожертви, треба розпочинати наново.
У студентах — персонажах п'єси, які куються «золотий вінець», — впізнають провідників студентського руху Євгена Косевича, Володимира Старосольського і самого поета Василя Пачовського.

## Ідея твору

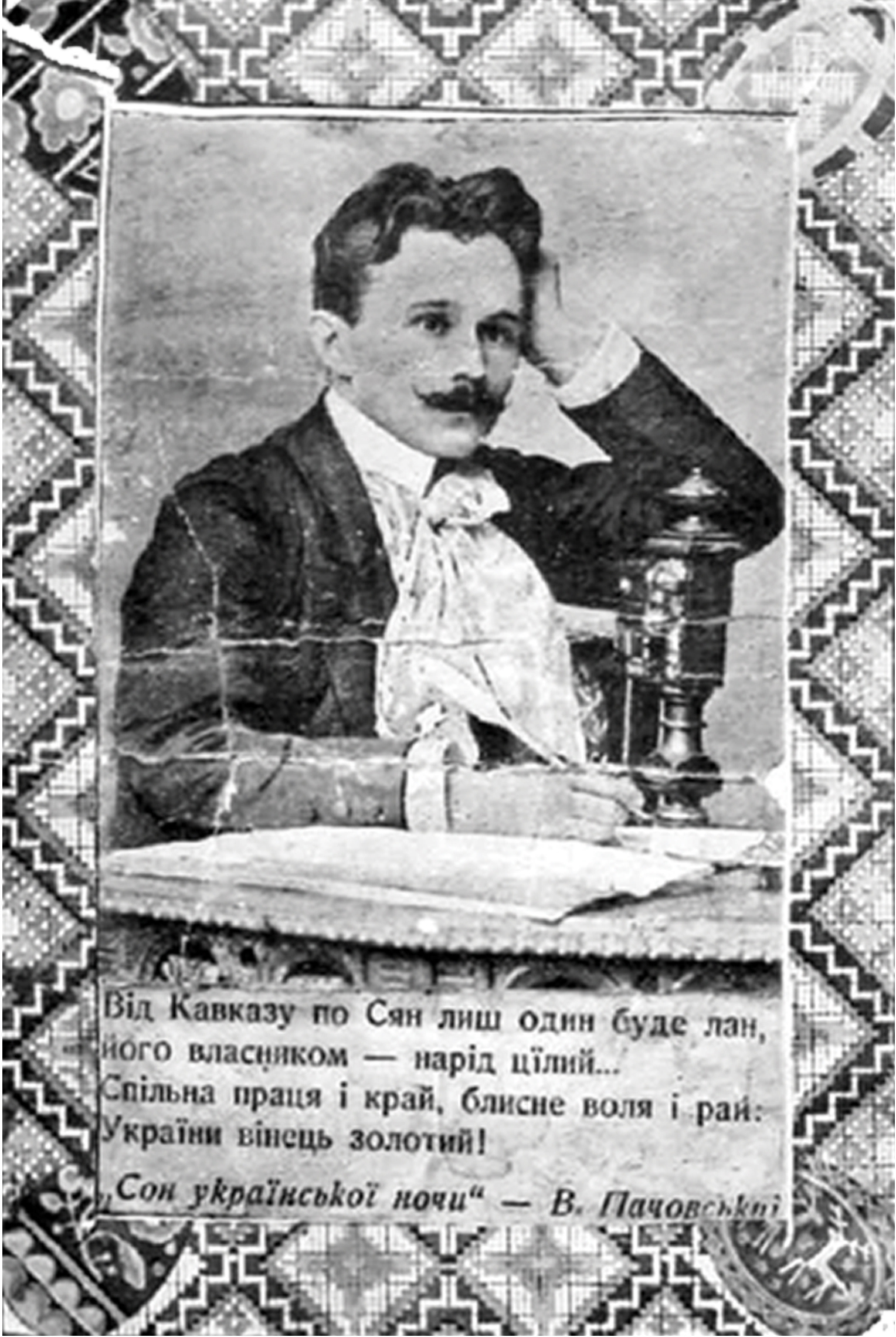
Поштова листівка 1903 року із пророчими словами з драми «Сон української ночі» про «вінець золотий» — символ відродження Української держави

«Зрив народу не може покінчитися успіхом, коли народ не бачить „золотого вінця“, себто державної ідеї». Тому разом з «огнистим мечем», що має здійснити розвал існуючого ладу, треба неодмінно кувати «золотий вінець» — державний ідеал, який здатний згуртувати народ до успішної національно-визвольної боротьби.
 Хто живий – уставай, меч у руки хапай,

 На Україну трубить Богдан!

 До борби, до борби кличе голос труби –

 Люд стає від Кавказу по Сян!

 Наш народ-великан на ляха, москаля

 В бій піде й поборе в борбі!

 Від Кавказу по Сян українська земля,

 Землю ту відберемо собі!

 Від Кавказу по Сян лиш один буде лан,

 Його власником — нарід цілий.

 Спільна праця і край, блисне воля і рай –

 України вінець золотий!
Остання строфа «Від Кавказу по Сян…» разом з портретом Василя Пачовського була надрукована на поштівці, яку в 1903 році разом зі «Сном української ночі» видав Михайло Петрицький.

## Проблематика
Однією з головних є проблема співвідношення в національно-визвольному русі ідеї національної і соціальної революції, ідеалу національної держави й ідеалу суспільства національної рівності і справедливості.

## Літературна критика
Твір викликав численні, але не однозначні відгуки тогочасної критики.
Микола Євшан вважав, що «Сон української ночі» є твором «епохальним», тому що він «скристалізував» тугу молодого покоління за державницьким ідеалом і реабілітував козаччину, яка є головною опорою державницької традиції. Поет "збудив… героїв козаччини, очистив їх пам'ять, убрав в пишні фарби поезії, і збудив у них «нову Україну». Нову Україну, котрої мета — «золотий вінець»… Коли Пачовський каже про Україну, то не розуміє під тим словом українського люду, а розуміє націю, самосвідому націю, що знає свою минувшину та героїв, націю, що уміє почитувати великі індивідуальности, націю духово зрілу, в якій кожда одиниця має високорозвинену «національну гордість».
Негативну оцінку висловив Дмитро Дорошенко. На його думку, "з великою претензією написана «трагедія» «Сон української ночі» — одна з початку до краю фантасмагорія, в якій даремно шукати якогось змісту, якоїсь логічної думки і художественного образу"..
Стриманим і категоричним у своїх судженнях був Іван Франко, який відгукнувся на вихід поеми у статті «Українська література 1904—1906 [рр.].»: «Серед поетів та новелістів слід назвати й Василя Пачовського, чия збірка віршів „Розсипані перли“, яка з'явилася три роки тому, пробудила великі надії. Його символічно-фантастична драма „Сон української ночі“, опублікована пізніше, виявилася слабким наслідуванням польського символіста Виспянського й не справдила, незважаючи на те, що містить багато гарних сцен, покладених на неї надій».
Ґрунтовну рецензію на «Сон української ночі» опублікував у львівській газеті «Діло» поет Петро Карманський. Наголосивши, що провідною ідеєю «Сну української ночі» є утвердження «ідеалу України іrredent-и» (себто державної самостійности України)", Петро Карманський назвав п'єсу «першою смілою пробою синтези наших змагань суспільно-політичних під нинішню хвилю, першою пробою зробити реасюме поетичне наших сил і стежок у змаганню до політичної і соціяльної емансипації і пробою витичення дороги в будуччину». Петро Карманський також захищав твір Василя Пачовського від закидів у наслідуванні поеми «Весілля» («Wesele») польського модерніста Станіслава Виспянського і вважав, що «Сон української ночі» — це перефраза польського твору.
Залишаються актуальними оцінки Миколи Євшана, висловлені з приводу творів Станіслава Виспянського і Василя Пачовського:
«Я думаю, що про подібність обох творів не можна говорити так, немов би щось Пачовський позичив. А коли ми звикли при „Сні української ночі“ згадувати „Wesele“ (вийшло вперше 1900 року), то треба це пояснити спеціальним характером обох творів та їх відношенням до сучасного життя; що мимоволі їх до себе зближує. Вони обидва є новим словом молодого покоління, що кладе нові підвалини під будову національного храму, немов новою прокламацією в житті народів українського і польського, і повинні належать так само до історіі, як до літератури. Але поза спільним обом творам характером не може бути між ними ніякої ідейної спільности, хоч би вже через те, що обидва твори чисто національні, і кождий з них є випливом питомого національного духа».

## Новизна у трактуванні образу Тараса Шевченка
На думку Євгена Нахліка, ідеолог українського самостійництва Микола Міхновський у брошурі «Самостійна Україна» (1900), а Василя Пачовського у драмі «Сон української ночі» піднесли до ідеалу образ Тараса Шевченка «як поета-державника і започаткували нову — національно-державницьку — традицію в трактуванні творця „Кобзаря“» — традицію, що набула поширення в ХХ ст. серед діячів українського національного-визвольного руху (Дмитро Донцов, Степан Смаль-Стоцький, Євген Маланюк, Олександр Лотоцький, Леонід Білецький, Василь Барка та ін.).
Пачовський вибрав із «Кобзаря» найхарактерніші, найзлободенніші, на його погляд, фрагменти, змодифікував їх, змінивши деякі слова, і доповнив окремими власними рядками; у кількох монологах, укладених в уста трагедійного Шевченка, драматург поєднав уривки з різних його творів, а в ряді випадків ще й завіршував шевченківські образи та вислови.

## Сценічна адаптація
Адаптований варіант «Сну української ночі» отримав назву «Зоряний вінець». Його прем'єра відбулася 11 листопада 1909 року в Тернополі силами театру товариства «Руська Бесіда» під орудою Йосипа Стадника. Весною 1910 року львівські артисти виставляли «Зоряний вінець» під час гастролей у Коломиї і Чернівцях.
У Меморіальному музеї Станіслава Людкевича збереглась програма Шевченківських вечорниць, влаштованих у березні 1909 року в Перемишлі. Згідно з нею «Зоряний вінець» був виконаний силами учнів місцевої української гімназії.
.

## Музичне оформлення
Музику до вистави «Зоряний вінець» написав композитор Станіслав Людкевич. Він є автором музичного твору для чоловічого хору а капелла «Хор підземних ковалів», обробки історичної пісні «Чорна рілля ізорана» та двох солоспівів для жіночого голосу в супроводі фортепіано «Ой вербо, вербо» і «Нині миру єсть спасеннє».
Хорові композиції з трагедії «Зоряний вінець» увійшли до репертуару львівського студентського хору «Бандурист». У 1911 році «Хор підземних ковалів» у виконанні «Бандуриста» прозвучав на Шевченківському концерті у Львові, а влітку того ж року об'єднаний чоловічий хор «Бандуриста» і «Львівського Бояна» з великим успіхом виконував цей твір в Золочеві та інших містах Галичини.
У 1915 році «Хор підземних ковалів» відтворив великий хор Чернігівської духовної семінарії, яким диригував Павло Тичина.
Велику популярність здобув також солоспів «Ой вербо, вербо», про що свідчать, зокрема, два видання твору різних років з нотної бібліотеки Станіслава Людкевича. На одному з них є автограф співачки Олександри Любич-Парахоняк. В основі солоспіву «Ой вербо, вербо» покладений текст народної пісні, який доповнив новими рядками Василь Пачовський.